# Thaia vulgaris
Thaia vulgaris är en insektsart som beskrevs av Irena Dworakowska 1994. Thaia vulgaris ingår i släktet Thaia och familjen dvärgstritar.
Artens utbredningsområde är Sri Lanka. Inga underarter finns listade i Catalogue of Life.